# 줄인형
줄인형(프랑스어: Marionnette 마리오네트[*])은 나무를 위주로 만든 인형에 줄을 달아 위에서 조종하는 인형을 말한다.
유럽 쪽은 전통적으로 인형극에 줄인형이 널리 쓰였기에 줄인형을 이르는 '마리오네트'가 '인형극'을 아울러 이르는 말로 쓰이기도 한다.
한국에도 망석중이라는 줄로 움직이는 인형이 있었지만 서양의 마리오네트와 달리 높게 매단 몸을 통해 팔과 다리 쪽으로 줄을 꿰어 아래에서 당겨서 움직임만 있도록 한 것이라 섬세한 움직임은 어렵다. 뿐만 아니라 서양의 '마리오네트'처럼 조종하는 인형을 보여주는 것이 아니라 그림자인형극으로써 막에 비치는 그림자를 보여주는 것이라는 점에서 다르다.
아시아에서도 서양 '마리오네트'와 비슷하게 위에서 조종하는 줄인형이 미얀마나 중국 푸젠성 같은 곳에서 전해지고 있다.

## 같이 보기
- 인형극
- 망석중
- 망석중놀이